# Aron Ioan Popa
Aron Ioan Popa (n. 23 decembrie 1958, Sibiu) este un om politic român. Aron Ioan Popa a devenit deputat în legislatura 1992-1996 pe listele PDSR după ce l-a înlocuit pe deputatul Constantin Enache (deputat). Aron Ioan Popa a fost ales deputat în legislatura 1996-2000 pe listele PDSR dar a devenit independent din iulie 1997. Aron Ioan Popa a fost ales senator în legislatura 2004-2008 pe listele PNL dar a demisionat pe data de 13 octombrie 2008. 
În legislatura 2004-2008, senatorul Aron Ioan Popa a fost membru în grupurile parlamentare de prietenie cu Republica Letonia, UNESCO și Regatul Norvegiei. 
Aron Ioan Popa a absolvit Facultatea de Științe Economice, secția Finanțe-Contabilitate de la Universitatea Alexandru Ioan Cuza din Iași. Pe data de 27 mai 2014, Președintele României, Klaus Iohannis, i-a conferit lui Aron Ioan Popa, Președintele Autorității de Audit, Ordinul Național Serviciul Credincios în grad de Cavaler.